# Sceloporus arenicolus
Espèce
Synonymes
- Sceloporus graciosus arenicolus Degenhardt & Jones, 1972

Statut de conservation UICN

 VU B2ab(ii,iii,iv,v) : Vulnérable
Sceloporus arenicolus est une espèce de sauriens de la famille des Phrynosomatidae.

## Répartition
Cette espèce est endémique des États-Unis. Elle se rencontre au Texas et au Nouveau-Mexique.

## Étymologie
Le nom spécifique arenicolus vient du latin arena, le sable, et de colo, habiter, en référence à l'habitat de cette espèce.

## Publication originale
- Degenhardt & Jones, 1972 : A new sagebrush lizard, Sceloporus graciosus, from New Mexico and Texas. Herpetologica, vol. 28, no 3, p. 212-217.